# Фуг (Мёрт и Мозель)
Фуг (фр. Foug) — коммуна во французском департаменте Мёрт и Мозель региона Лотарингия. Относится к кантону Туль-Нор.	

## География
Фуг расположен в 60 км к югу от Меца, в 30 км к западу от Нанси и в 10 км к западу от Туля. Соседние коммуны: Тронд и Ланёввиль-деррьер-Фуг на севере, Брюле и Панье-деррьер-Барин на северо-востоке, Экрув и Туль на востоке, Шолуа-Менилло на юго-востоке, Ле-Сен-Реми и Паньи-сюр-Мёз на западе.
Фуг находится в сухой долине Валь-де-л’Ан между Мёзом и Мозелем.

## История
- Название коммуны происходит от лат. Fagus, бук, т.к. Фуг издавна был окружён буково-дубовыми лесами.
- Здесь проходил древнеримский тракт Реймс — Мец.

## Демография
Население коммуны на 2010 год составляло 2767 человек.
| 1962 | 1968 | 1975 | 1982 | 1990 | 1999 | 2010 |
| ---- | ---- | ---- | ---- | ---- | ---- | ---- |
| 3278 | 3415 | 3373 | 3048 | 2873 | 2739 | 2767 |

## Достопримечательности

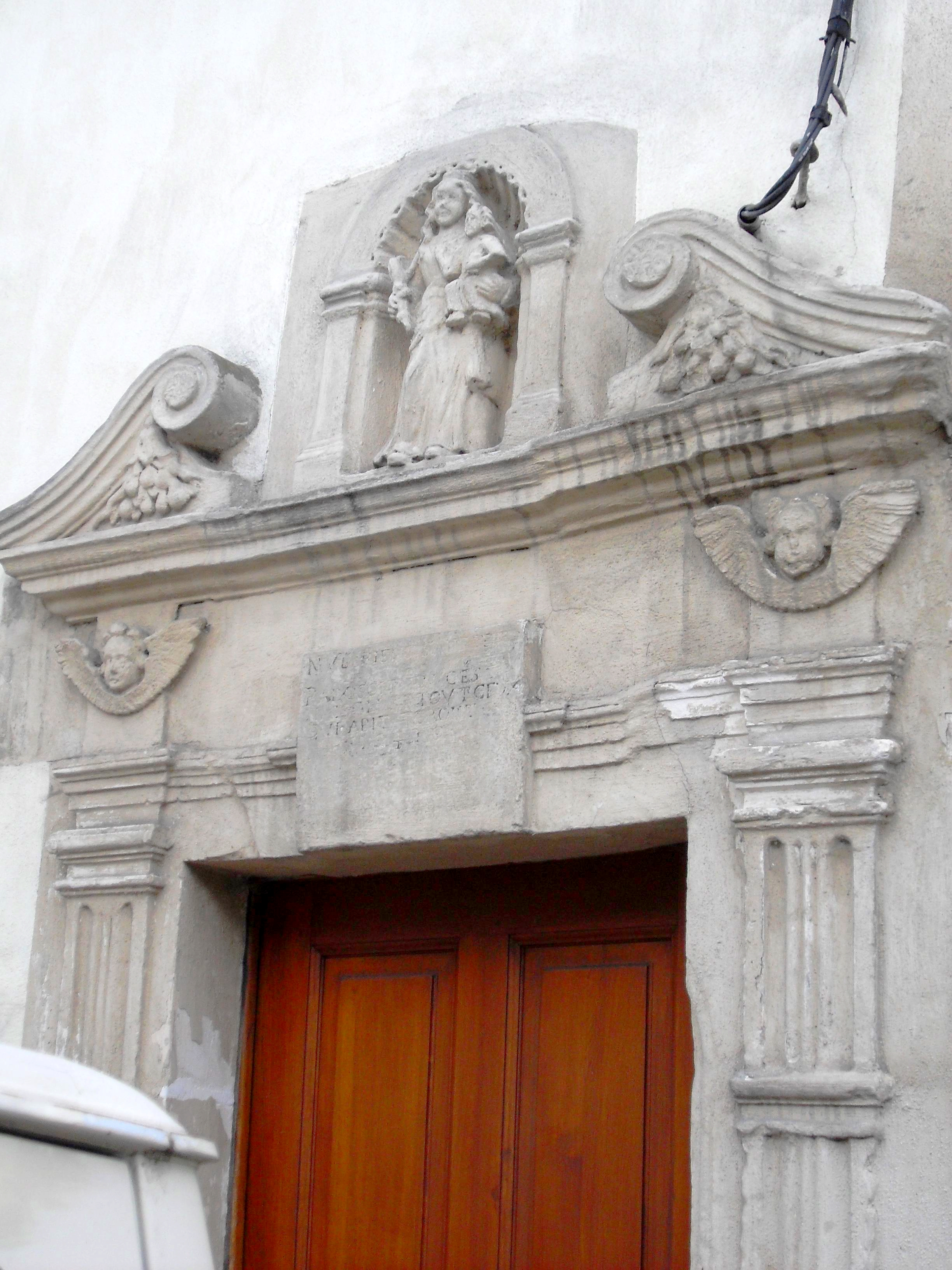
Кайзеровский дом в Фуге.

- Руины замка, построенного в 1218 году графом Анри II де Бар.
- Дом Кайзера, памятник истории.
- Церковь 1703 года постройки.
- Канал Марна — Рейн, шлюзы.